# Katorga

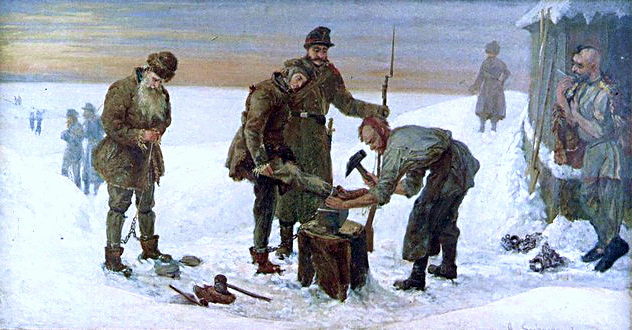
Una pintura de Aleksander Sochaczewski que representa la aplicación de grilletes en un campo de katorga siberiano.

Kátorga (ка́торга, del griego: katergon, galera, o del tártaro: katargá, morirse) era un sistema penal en la Rusia Imperial. Los prisioneros eran enviados a campos remotos en las vastas áreas deshabitadas de Siberia y sometidos a un régimen de trabajos forzados. Comenzó a aplicarse en el siglo XVII y tras la caída del Imperio ruso fue continuada por los bolcheviques después de la Revolución de Octubre de 1917 con el Gulag hasta su abolición en 1960.[cita requerida]
A diferencia de los campos de concentración, la kátorga pertenecía al sistema judicial de la Rusia Imperial, pero ambos comparten las mismas características principales: confinamiento, instalaciones muy simples (en lo que difieren de las prisiones) y trabajos forzados, usualmente trabajos pesados que requieren poca o muy poca habilidad.

## Historia

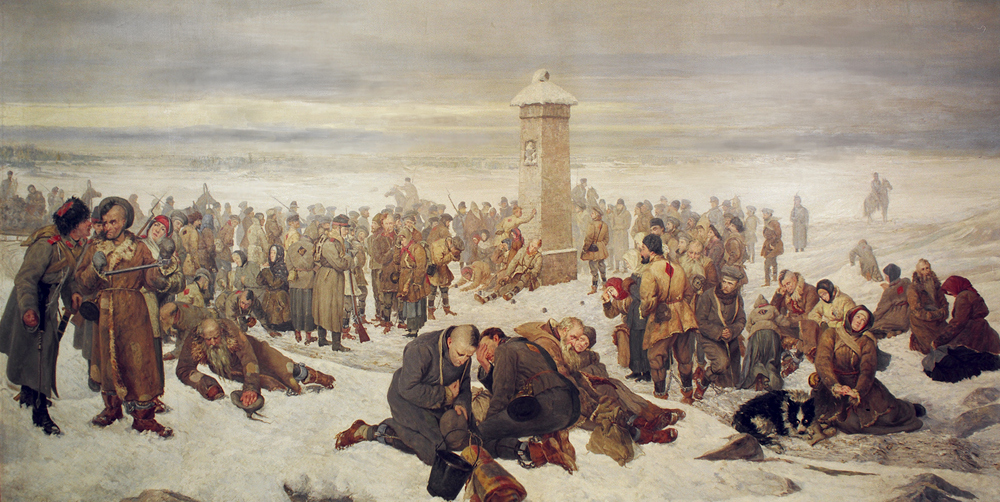
Adiós a Europa por Aleksander Sochaczewski. Prisioneros del levantamiento de los exiliados políticos polacos en Siberia.

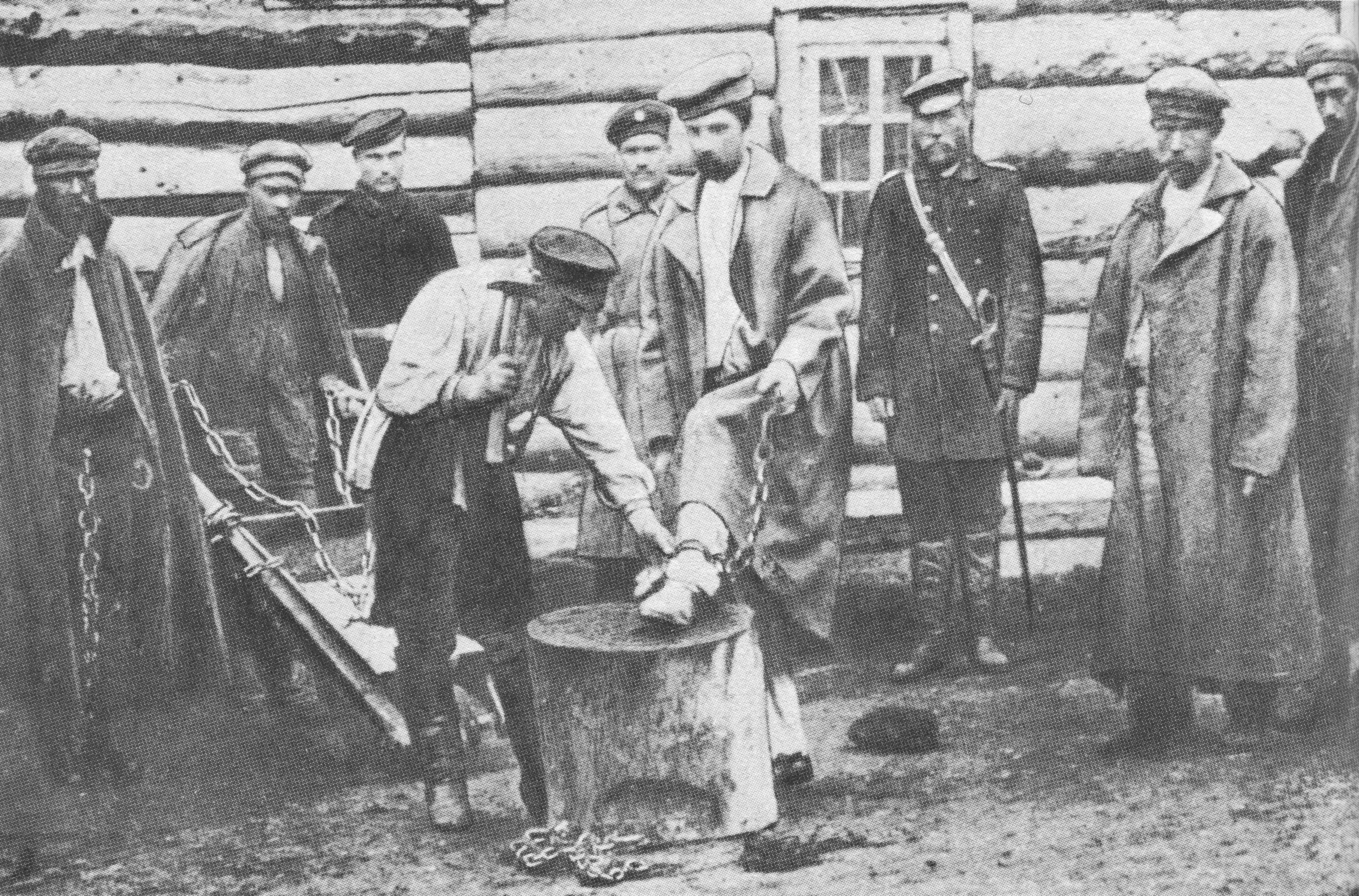
Prisioneros en la kátorga de Sajalín. Foto de la Isla de Sajalín de Antón Chéjov.

Las kátorgas fueron establecidas en áreas casi despobladas de Siberia y el Lejano Oriente ruso en las que había pocas poblaciones y comida. Sin embargo, hubo unos pocos prisioneros que lograron escaparse. Desde esos tiempos, Siberia adquirió su temible connotación con el castigo, la cual fue reforzada más tarde por el sistema del Gulag soviético inspirado en los campos de kátorga y extendido al Extremo Norte ruso. La vida realmente en los campos se desarrollaba en condiciones de extrema precariedad, donde los prisioneros trabajaban en jornadas extenuantes de más de 19 horas diarias, sin bebida, sin calefacción ni alimento por días, muchos de los cuales morían en pocos meses. El régimen zarista había desarrollado un sistema de katorga, o trabajos forzosos, donde eran enviados en su mayoría intelectuales de izquierda y comunistas llegando a 280 000 prisioneros en 1905. El sistema de prisiones zarista albergaba aproximadamente a ciento cincuenta mil reclusos en vísperas de la Revolución Rusa.
Las ocupaciones más comunes en estos campos fueron trabajos de minería y construcción. Un ejemplo notable es el Camino de carros del Amur (en ruso: Амурская колёсная дорога).
Antón Chéjov, el famoso escritor y dramaturgo ruso, visitó las instalaciones de una kátorga en 1891, en la isla de Sajalín en el Extremo Oriente ruso, y escribió acerca de las condiciones en ella en su libro Isla de Sajalín. En él criticaba el escaso criterio y la incompetencia de los oficiales a cargo, lo cual había originado un bajo nivel de vida para los presos, además de desperdicio de los fondos del gobierno y una pobre productividad.
Pedro Kropotkin, mientras fue ayudante de campo del gobernador de Transbaikalia, estuvo encargado de inspeccionar el estado de las prisiones del área, y después describió sus descubrimientos en el libro En prisiones rusas y francesas.

## Influencias

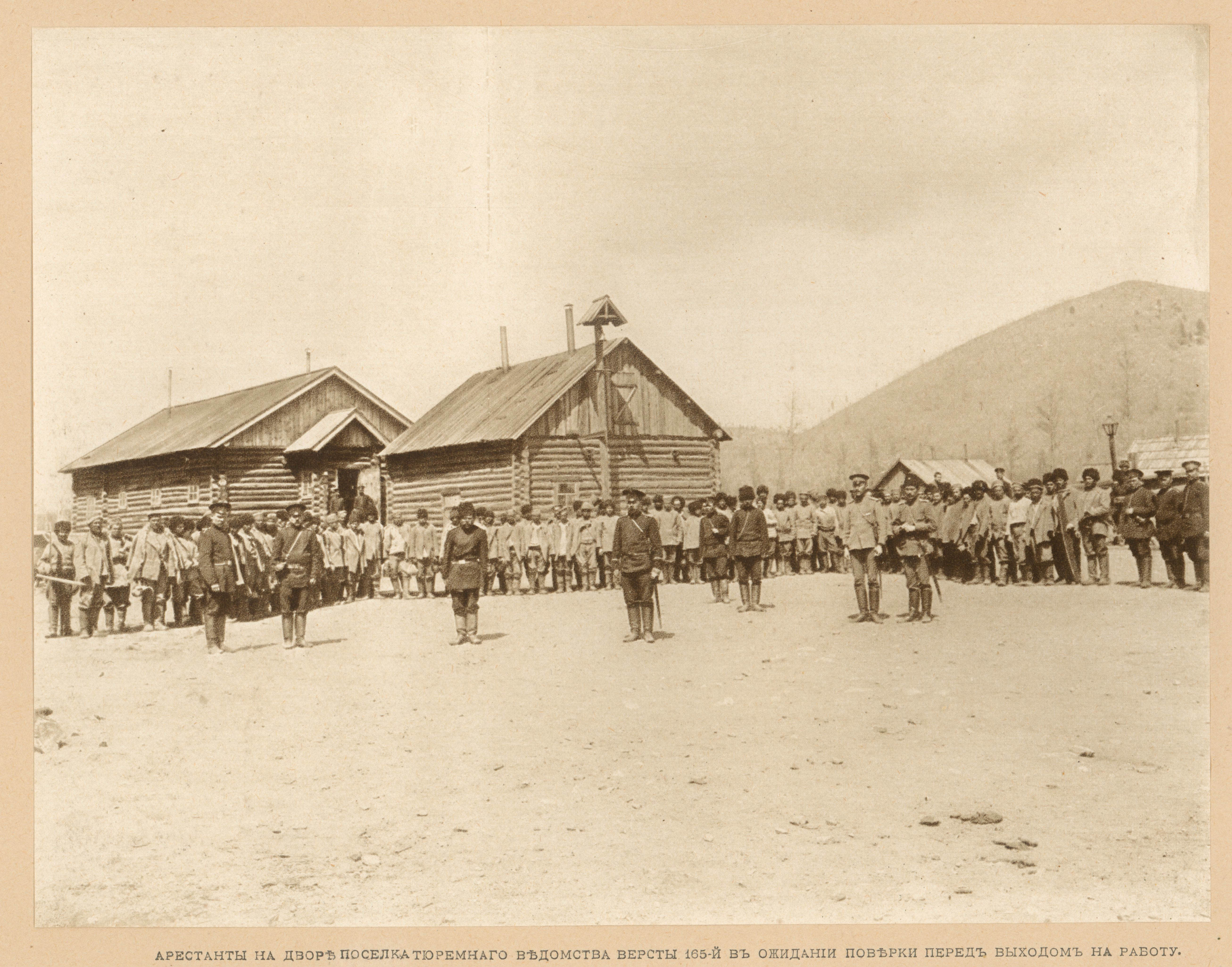
Prisioneros en una Katorga, entre 1908 y 1913.

Los británicos adoptaron una política idéntica al katorga durante la guerra de los Bóeres en Sudáfrica, acuñando el término «campos de concentración». Prusia adoptó idéntica política frente a una insurrección local en la África sudoccidental alemana en 1904, llamados Konzentrationslagern, donde se llevaban también a cabo trabajos forzosos.
En 1901 inspirados en el sistema ruso, oficiales británicos copiaron el sistema de trabajos forzados, que dietas insuficientes y condiciones higiénicas deplorables, favorecieron la aparición de enfermedades contagiosas (sarampión, tifus y disentería) lo cual unido a la falta de atención médica adecuada, causó un gran número de muertes. En total los británicos crearon 45 campos para bóeres y 64 para africanos negros donde eran enviados ancianos, mujeres y niños. Un informe posterior a la guerra concluía que 27 927 bóeres, de los cuales 22 074 eran niños y 14 155 africanos negros murieron de hambre, enfermedades y penalidades en el sistema de campos de concentración británicos.

## Kátorgas notables
- Kátorga de Nérchinsk
- Kátorga de Kara
- Kátorga de Sajalín

## Cautivos famosos en kátorgas
- El escritor Fiódor Dostoyevski (Fiódor Dostoievski, Fyodor Dostoyevsky), desde 1849 hasta 1854, por actividad antigubernamental contra el Zar Nicolás I. Dostoievski abandonó sus actividades de izquierda durante este periodo y se volvió profundamente conservador y extremadamente religioso. Dejó testimonio de esta experiencia en una de sus obras más famosas, Recuerdos de la casa de los muertos.
- Piotr Kropotkin, prominente científico y anarquista ruso.
- Iósif Stalin escapó dos veces en 1902 y 1908
- Decembristas
- Aleksandr Radíshchev
- Nikolái Chernishévski
- Tarás Shevchenko
- David Riazánov
- Fanni Kaplán